# Campionatul Mondial de Atletism din 2022 - Săritura cu prăjina (feminin)

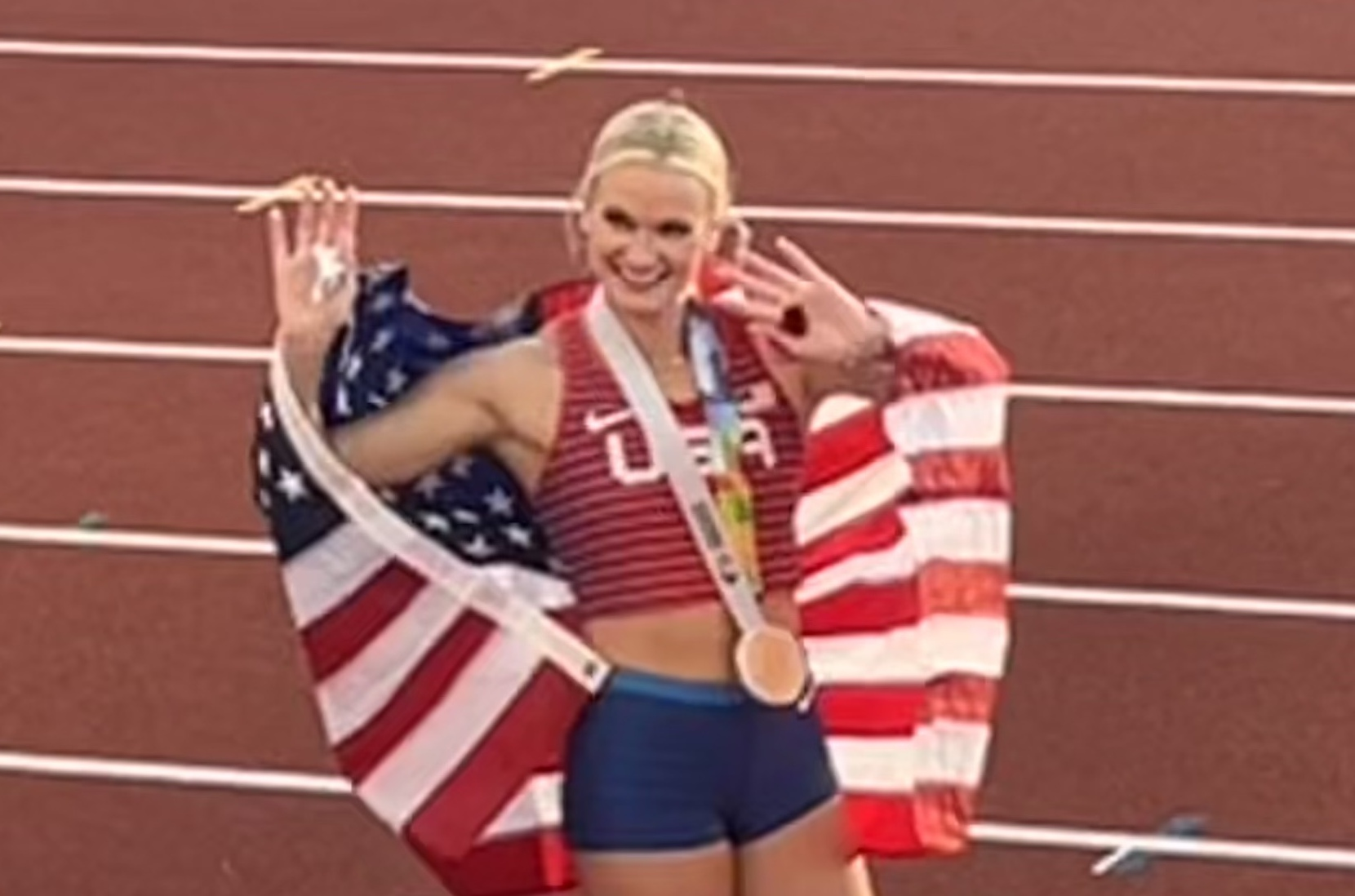
Katie Nageotte a câștigat medalia de aur

Proba feminină de săritură cu prăjina de la Campionatul Mondial de Atletism din 2022 a avut loc în perioada 15-17 iulie 2022 pe Hayward Field din Eugene, SUA.

## Standardul de calificare
Standardul de calificare a fost de 4,70m.

## Program
Ora este ora SUA (UTC-7) 
| Data     | Oră   | Etapă      |
| -------- | ----- | ---------- |
| 15 iulie | 17:20 | Calificări |
| 17 iulie | 17:25 | Finala     |

## Rezultate

### Calificări
În finală s-au calificat toate sportivele care au sărit cu prăjina la înălțimea de 4,65m (C) sau cele mai bune 12 performanțe (c).
| Loc | Grupă | Sportivă               | Țară                       | 4,20 | 4,35 | 4,50 | 4,60 | 4,65 | Rezultat final | Note  |
| --- | ----- | ---------------------- | -------------------------- | ---- | ---- | ---- | ---- | ---- | -------------- | ----- |
| 1   | A     | Xu Huiqin              | China                      | –    | o    | o    |      |      | 4,50           | c     |
| 1   | A     | Katie Nageotte         | Statele Unite ale Americii | –    | –    | o    |      |      | 4,50           | c     |
| 1   | A     | Wilma Murto            | Finlanda                   | –    | o    | o    |      |      | 4,50           | c     |
| 1   | B     | Ninon Chapelle         | Franța                     | –    | o    | o    |      |      | 4,50           | c     |
| 1   | B     | Sandi Morris           | Statele Unite ale Americii | –    | –    | o    |      |      | 4,50           | c     |
| 1   | B     | Jacqueline Otchere     | Germania                   | o    | o    | o    |      |      | 4,50           | c, SB |
| 1   | B     | Katerina Stefanidi     | Grecia                     | –    | –    | o    |      |      | 4,50           | c     |
| 1   | B     | Nina Kennedy           | Australia                  | –    | –    | o    |      |      | 4,50           | c     |
| 9   | A     | Olivia McTaggart       | Noua Zeelandă              | –    | o    | xo   |      |      | 4,50           | c     |
| 10  | A     | Margot Chevrier        | Franța                     | –    | o    | xxo  |      |      | 4,50           | c     |
| 10  | B     | Anicka Newell          | Canada                     | o    | o    | xxo  |      |      | 4,50           | c, SB |
| 12  | A     | Tina Šutej             | Slovenia                   | –    | o    | xxx  |      |      | 4,35           | c     |
| 12  | A     | Li Ling                | China                      | o    | o    | xxx  |      |      | 4,35           | c, SB |
| 12  | B     | Gabriela Leon          | Statele Unite ale Americii | o    | o    | xxx  |      |      | 4,35           | c     |
| 12  | B     | Angelica Moser         | Elveția                    | –    | o    | xxx  |      |      | 4,35           | c     |
| 16  | A     | Maryna Kylypko         | Ucraina                    | o    | xo   | xxx  |      |      | 4,35           |       |
| 16  | A     | Saga Andersson         | Finlanda                   | o    | xo   | xxx  |      |      | 4,35           |       |
| 16  | A     | Alysha Newman          | Canada                     | –    | xo   | xxx  |      |      | 4,35           |       |
| 16  | A     | Elisa Molinarolo       | Italia                     | o    | xo   | xxx  |      |      | 4,35           |       |
| 16  | B     | Roberta Bruni          | Italia                     | –    | xo   | xxx  |      |      | 4,35           |       |
| 16  | B     | Lisa Gunnarsson        | Suedia                     | o    | xo   | xxx  |      |      | 4,35           |       |
| 22  | A     | Eleni-Klaoudia Polak   | Grecia                     | xo   | xo   | xxx  |      |      | 4,35           |       |
| 23  | B     | Yana Hladiychuk        | Ucraina                    | o    | xxo  | xxx  |      |      | 4,35           |       |
| 24  | A     | Nikoleta Kyriakopoulou | Grecia                     | xo   | xxo  | xxx  |      |      | 4,35           |       |
| 25  | B     | Molly Caudery          | Marea Britanie             | o    | xxx  |      |      |      | 4,20           |       |
| 26  | A     | Amálie Švábíková       | Cehia                      | xo   | xxx  |      |      |      | 4,20           |       |
| 26  | B     | Elina Lampela          | Finlanda                   | xo   | xxx  |      |      |      | 4,20           |       |
| 26  | B     | Niu Chunge             | China                      | xo   | xxx  |      |      |      | 4,20           |       |
| 28  | A     | Holly Bradshaw         | Marea Britanie             | –    | –    | r    |      |      | FM             |       |
| 28  | B     | Imogen Ayris           | Noua Zeelandă              | xxx  |      |      |      |      | FM             |       |

### Finala
Finala a avut loc pe 17 iulie și a început la ora 17:10.
| Loc | Sportiv            | Țară                       | 4,30 | 4,45 | 4,60 | 4,70 | 4,80 | 4,85 | 4,90 | Rezultat final | Note |
| --- | ------------------ | -------------------------- | ---- | ---- | ---- | ---- | ---- | ---- | ---- | -------------- | ---- |
| 1   | Katie Nageotte     | Statele Unite ale Americii | –    | o    | o    | xo   | xo   | o    | xxx  | 4,85           |      |
| 2   | Sandi Morris       | Statele Unite ale Americii | –    | o    | o    | o    | o    | xo   | xxx  | 4,85           |      |
| 3   | Nina Kennedy       | Australia                  | –    | xxo  | o    | o    | o    | xx-  | x    | 4,80           | SB   |
| 4   | Tina Šutej         | Slovenia                   | o    | o    | xxo  | o    | xxx  |      |      | 4,70           |      |
| 5   | Katerina Stefanidi | Grecia                     | –    | o    | o    | xxo  | x-   | xx   |      | 4,70           | SB   |
| 6   | Li Ling            | China                      | o    | o    | o    | xxx  |      |      |      | 4,60           | SB   |
| 6   | Wilma Murto        | Finlanda                   | o    | o    | o    | xxx  |      |      |      | 4,60           | SB   |
| 8   | Angelica Moser     | Elveția                    | o    | xxo  | o    | xxx  |      |      |      | 4,60           |      |
| 9   | Anicka Newell      | Canada                     | o    | o    | xxx  |      |      |      |      | 4,45           |      |
| 10  | Jacqueline Otchere | Germania                   | xo   | o    | xxx  |      |      |      |      | 4,45           |      |
| 11  | Ninon Chapelle     | Franța                     | xo   | o    | xxx  |      |      |      |      | 4,45           |      |
| 12  | Gabriela Leon      | Statele Unite ale Americii | o    | xxx  |      |      |      |      |      | 4,30           |      |
| 13  | Xu Huiqin          | China                      | xo   | xxx  |      |      |      |      |      | 4,30           |      |
|     | Margot Chevrier    | Franța                     | –    | xxx  |      |      |      |      |      | FM             |      |
|     | Olivia McTaggart   | Noua Zeelandă              | xxx  |      |      |      |      |      |      | FM             |      |